# 柯克·巴普蒂斯特
柯克·巴普蒂斯特（英語：Kirk Baptiste，1962年6月20日—2022年3月24日），美国男子田径运动员，主攻短跑。他曾代表美国参加1984年夏季奥林匹克运动会田径比赛，获得男子200米银牌。